# 玉川大学校友列表
玉川大学校友一览（日语：玉川大学の人物一覧）是日本玉川大学毕业的校友人物一览记事。

## 教职员
- 田中宽一，心理学者
- 荒俣宏，客员教授、神秘学者
- 冈田浩之，认知发达研究者
- 堀田龙也，情报教育

## 著名校友

### 政界
- 小此木八郎，众议院议员、经济产业省副大臣
- 丹羽秀树，众议院议员
- 羽田雄一郎，参议院议员、国土交通大臣、羽田孜元首相儿子。
- 田名部匡代，众议院议员、短大毕业。
- 森美秀，原众议院议员·环境庁长官

### 经济界
- 陈建一，四川饭店、中华料理。
- 细野佳代，曙社长

### 学者
- 原理，政治学者
- 枡野俊明，曹洞宗住持、多摩美术大学教授
- 小山田和夫，立正大学文学部教授
- 樋口桂子，教育学者、学校法人天使学园理事长

### 文学
- 的场健，漫画家
- 一本木蛮，漫画家、中退
- 金城哲夫，剧本家
- 道尾秀介，小说家
- 村上政彦，小说家
- 村田沙耶香，小说家
- 戌井昭人，剧作家、小说家
- 斋藤芳生，歌人

### 体育
- 平野淳
- 石塚志乃，滑雪选手
- 宫下大辅，职业棒球选手
- 井出树里，北京奥运会铁人3项比赛第5位

### 艺能
- 佐藤麻衣
- 相泽礼子
- 秋田昌美
- 池上季実子，女优（中退）
- 入绘加奈子，女优
- 上田祐司，声优
- 黑田崇矢, 聲優
- 千葉雄大，俳优
- 大场真人，俳优、声优
- 冈田真善，俳优、DJ
- 小野武彦，俳优（中退）
- 甲斐名都
- 樫井笙人，俳优、声优
- 木村靖司，俳优
- 乡田穗积，俳优、声优
- 国府田麻理子，声优（通信教育部 中退）
- 坂本三佳，女优
- 佐藤悦子，歌手（Aura）
- 宍戸开，俳优（中退）
- 篠山辉信，俳优
- 棺原丽子，实业家
- 子门真人，歌手
- 芝清道，俳优
- 清水干生，俳优
- 铃木综马，俳优（旧名、芥川英司）
- 关辉雄，俳优
- 关野浩之
- 高瀬久男，演出家
- 高桥克明，俳优
- 高林未来，歌手
- 馆野美穂，DJ
- 田中信夫，声优
- 田中千绘，女优
- 中钵明子
- 戸田菜穂，女优
- 西冈德马，俳优
- 西川忠志，俳优
- 西村丽子
- 野中万寿夫，俳优
- 长谷部香苗，女优
- 花柳典幸，日本舞蹈家
- 林家木久藏，落语家
- 原康义，俳优
- 平野綾，声优（中退）
- 平野文，声优
- 富家规政，俳优（中退）
- 藤田朋子，女优
- 星野典子，歌手（Aura）
- 三浦理佐子
- 宫本亚门，演出家（中退）
- 村冈希美，女优
- 柳生真吾，园艺家
- 药师丸博子，女优
- 山崎银之丞，俳优（中退）
- 山崎直子，女优
- 渡边慎
- 渡部真一，俳优
- 木野本直， 俳优

### 其他
- 关冈香，毎日放送播音员
- 高桥巨典，播音员
- 古瀬絵理
- 滨知美，东日本放送播音员
- 服部京子
- 佐佐木永恵
- 真壁京子，气象播音员
- 御堀直嗣，自动车评论家
- 内田裕子
- 藤田明二，电影监制
- 伊藤美佐子